# 錦江台
錦江台（きんこうだい）は、鹿児島県鹿児島市の町丁。郵便番号は891-0145。人口は4,082人、世帯数は1,908世帯（2020年4月1日現在）。錦江台一丁目から錦江台三丁目まであり、1984年より錦江台一丁目から錦江台三丁目までの全域で住居表示を実施している。

## 地理
鹿児島市の南部、和田川の上流域にある丘陵地に位置している市営住宅を中心とした新興住宅地である。町域の北方から西方にかけては下福元町、南方から東方にかけては坂之上にそれぞれ接している。
教育施設は町域の西部に鹿児島市立錦江台小学校、北部には鹿児島国際大学附属鹿児島幼稚園が所在している。また、町域の南部を東西に鹿児島県道20号鹿児島加世田線、鹿児島県道19号鹿児島川辺線が通っており、錦江台三丁目と坂之上八丁目の境界上で分岐し、県道20号は指宿スカイライン錫山IC方面へ、県道19号は川辺ダム方面へ分岐している。

## 歴史
1984年（昭和59年）10月15日に慈眼寺団地・ニュー慈眼寺団地・坂之上団地・星和台団地の区域にあたる下福元町の一部より、「錦江台一丁目」、「錦江台二丁目」、「錦江台三丁目」が設置された。
2007年（平成19年）には下福元町の一部が錦江台一丁目に編入された。

### 町域の変遷
| 分割・統合実施後     | 分割・統合実施日   | 分割・統合実施前 |
| -------------------- | ------------------ | ---------------- |
| 錦江台一丁目（新設） | 1984年（昭和59年） | 下福元町（一部） |
| 錦江台二丁目（新設） | 1984年（昭和59年） | 下福元町（一部） |
| 錦江台三丁目（新設） | 1984年（昭和59年） | 下福元町（一部） |
| 錦江台一丁目（編入） | 2007年（平成19年） | 下福元町（一部） |

## 人口

### 丁目別
|              | 世帯数 | 人口  |
| ------------ | ------ | ----- |
| 錦江台一丁目 | 1,023  | 2,251 |
| 錦江台二丁目 | 359    | 751   |
| 錦江台三丁目 | 526    | 1,080 |

### 国勢調査
以下の表は国勢調査による小地域集計が開始された1995年以降の人口の推移である。
| 年                 | 人口  |
| ------------------ | ----- |
| 1995年（平成7年）  | 4,582 |
| 2000年（平成12年） | 4,469 |
| 2005年（平成17年） | 4,435 |
| 2010年（平成22年） | 4,464 |
| 2015年（平成27年） | 4,170 |

## 施設

### 公共
- 錦江台校区公民館
- 星和台公民館
- 慈眼寺団地集会所
- 坂之上団地公民館
- 上床公民館

### 教育
- 鹿児島市立錦江台小学校[17]
- 鹿児島幼稚園[18]

### 郵便局
- 鹿児島錦江台簡易郵便局[19]

## 小・中学校の学区
市立小・中学校に通う場合、学区（校区）は以下の通りとなる。
| 町丁         | 番・番地 | 小学校                 | 中学校               |
| ------------ | -------- | ---------------------- | -------------------- |
| 錦江台一丁目 | 全域     | 鹿児島市立錦江台小学校 | 鹿児島市立和田中学校 |
| 錦江台二丁目 | 全域     | 鹿児島市立錦江台小学校 | 鹿児島市立和田中学校 |
| 錦江台三丁目 | 全域     | 鹿児島市立錦江台小学校 | 鹿児島市立和田中学校 |

## 交通

### 道路
主要地方道
- 鹿児島県道19号鹿児島川辺線
- 鹿児島県道20号鹿児島加世田線